# Bolcieniki
Bolcieniki (biał. Больцінікі, Balciniki) – wieś na Białorusi położona w obwodzie grodzieńskim, w rejonie werenowskim. Wieś wchodzi w skład sielsowietu bieniakońskiego.
W końcowych latach XVII wieku majątek Bolcieniki należał do skarbnika Wielkiego Księstwa Litewskiego Jana Szrettera. Od 1723 roku przeszedł w ręce stolnika inflanckiego Wawrzyńca Puttkamera, który ożenił się z Dorotą Szretterową. 
Wieś szlachecka położona była w końcu XVIII wieku w powiecie lidzkim województwa wileńskiego. 

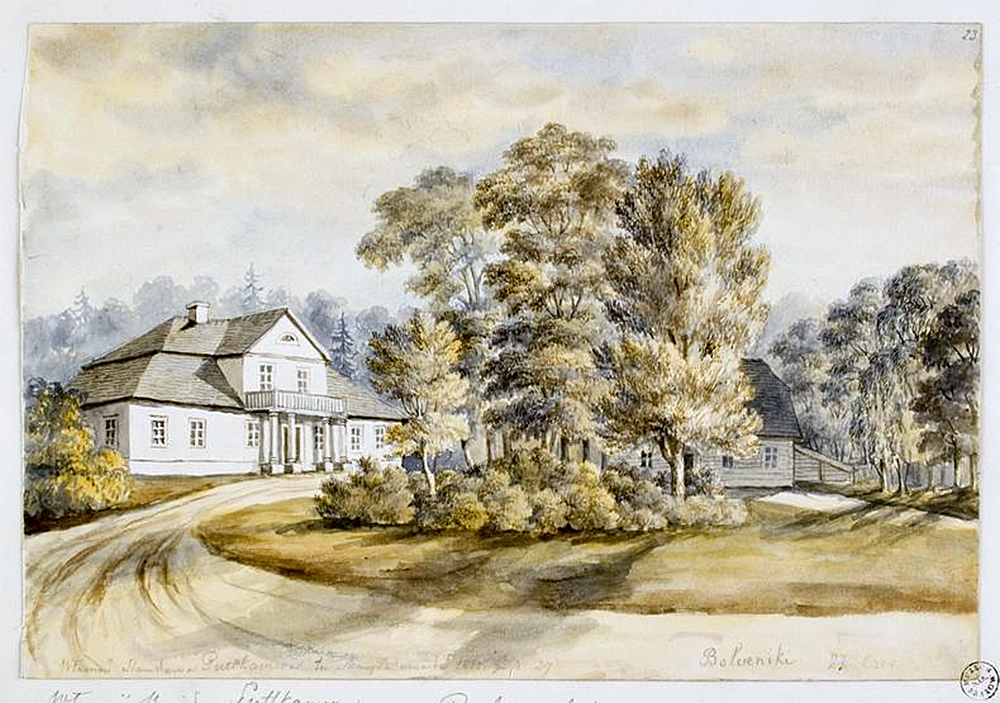
Dwór Puttkamerów na akwareli Napoelona Ordy

W 1821 r. do majątku w Bolcienikach, należącym do hrabiego Wawrzyńca Puttkamera, przeniosła się z rodzinnych Tuhanowicz jego nowo poślubiona żona i jednocześnie miłość Adama Mickiewicza, Maryla Wereszczakówna. Mickiewicz kilkakrotnie odwiedzał małżeństwo w Bolcienikach. Dwór Puttkamerów był murowany, miał ganek z kolumnami, nad nim balkon, dach kryty gontem, a wewnątrz sufity pokryte malowidłami. Puttkamerowa żyła w Bolcienikach do śmierci męża w 1850 r. Później przeprowadziła się do położonego w sąsiedztwie majątku Brażelce. Pod koniec wieku wnuk Maryli, Wawrzyniec Puttkamer, zatrudnił do zaprojektowania nowego dworu modnego w Wilnie architekta – Tadeusza Rostworowskiego. W latach 1890–1896, w miejscu starego, trudnego do odnowienia dworu, powstał gmach z nieotynkowanej cegły w stylu angielskiego neogotyku. Majątek w Bolcienikach dostała w spadku po ojcu Janina Żółtowska, autorka jego opisu we wspomnieniach Inne czasy, inni ludzie, wydanych w Londynie w 1959 roku, która była ostatnią właścicielką Bolcienik. Bolcieniki należały do Puttkamerów do II wojny światowej. 
Dwór przetrwał wojnę. W budynku znajdują się biura kołchozu i biblioteka z ekspozycją poświęconą Adamowi Mickiewiczowi. W pobliżu dworu rosną akacje, których nasiona przysłał przyjaciel Mickiewicza, Antoni Odyniec.
W pobliżu znajduje się niewielki zalesiony obszar z kamieniem z wyrytym przez Marylę Puttkamerową krzyżem mającym symbolizować śmierć jej miłości do Mickiewicza.